# Ватажково
Ватажково (укр. Ватажкове) — село,
Заворсклянский сельский совет,
Полтавский район,
Полтавская область,
Украина.
Код КОАТУУ — 5324081002. Население по переписи 2001 года составляло 486 человек.

## Географическое положение
Село Ватажково находится на левом берегу реки Ворскла,
в 2,5 км от сёл Портновка и Миновка.
К селу примыкает лесной массив (сосна).
Рядом проходит железная дорога, станция Миновка в 3-х км.

## Объекты социальной сферы
- Клуб.